# Pekka Juhani Hannikainen
Pekka Juhani Hannikainen, comunemente abbreviato in P. J. Hannikainen (Nurmes, 9 dicembre 1854 – Helsinki, 13 settembre 1924), è stato un compositore finlandese.
Fu compositore di numerose canzoni e musiche popolari (tra cui Hämyssä Kesäisen Yön e  la canzone natalizia Joulupukki, joulupukki) e fondatore del primo coro di studenti finlandesi, chiamato Ylioppilaskunnan Laulajat, che diresse dal 1882 al 1885.
Era il padre del compositore e pianista Ilmari Hannikainen (1892 - 1955), dell'arpista Väinö Hannikainen (1900 - 1960), del violoncellista e direttore d'orchestra Tauno Hannikainen (1896 - 1968) e del violinista Arvo Hannikainen.

## Opere (lista parziale)

### Brani musicali
- Hämyssä Kesäisen Yön
- Joulupukki, joulupukki
- Hiljaa, hiljaa helkkyellen